# Avry
Avry är en kommun i distriktet Sarine i kantonen Fribourg, Schweiz. Kommunen bildades den 1 januari 2001 genom sammanslagningen av kommunerna Avry-sur-Matran och Corjolens. Avry hade 1 926 invånare (2023).